# Paul Tillich

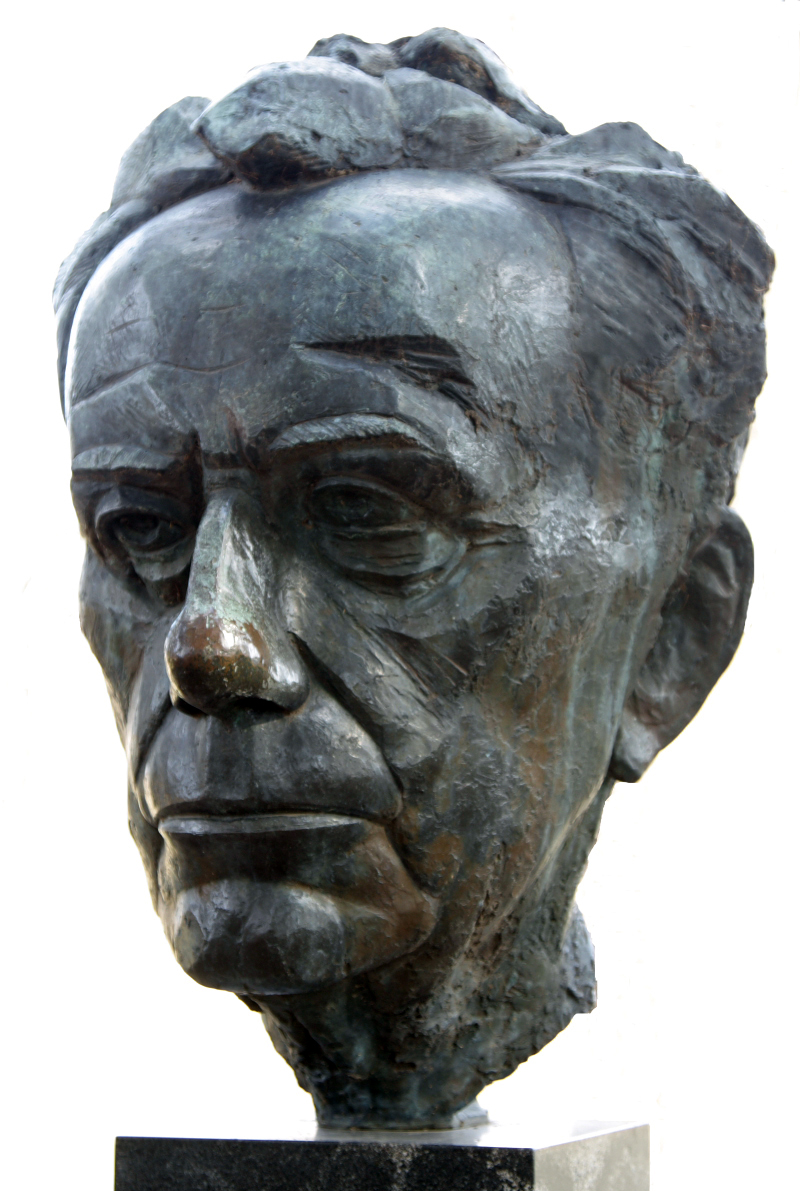
Byst föreställande Paul Tillich.

Paul Johannes Tillich, född 20 augusti 1886 i Starzeddel nära Guben i Brandenburg, Tyskland, död 22 oktober 1965 i Chicago, Illinois, USA, var en tysk protestantisk teolog, verksam i Tyskland och, efter nazisternas maktövertagande 1933, i USA. 

## Biografi
Tillich studerade i Berlin, Halle och Breslau. Under 1920-talet innehade han teologiprofessur i Marburg, Dresden, Leipzig samt filosofiprofessur i Frankfurt am Main. En av hans skrifter, Die sozialistische Entscheidung (Det socialistiska avgörandet) brändes av nationalsocialister under de landsomfattande bokbålen i Nazityskland 1933. Mellan 1933 och 1955 innehade han en professur i filosofisk teologi vid Union Theological Seminary i New York. Han var 1962–1965 teologiprofessor vid University of Chicago.
Hans utgångspunkt baserar sig på existentialismen (bland annat omarbetning och vidareutveckling av Martin Heideggers Sein und Zeit). Tillich brukar räknas till de moderna teologerna. Grundläggande för Tillichs tänkande är begreppet ultimate concern, det som obetingat angår oss. Det som angår mig tar enligt Tillichs tänkande olika former i olika kulturer och religioner och måste fyllas med innehåll – ”självet utan världen är tomt, världen utan självet är död”. Självet balanserar mellan:
- självförverkligande / individuation och deltagande
- dynamik och form
- frihet och öde och ansvar.

Tillich deltog i djuppsykologirörelsen vid Columbia University. Han blev särskilt berömd för sin teologi om Gud som "The Ground of Being". Med denna nästan panteistiska gudsbild, samt annat progressivt i hans teologi, kom han att ses som en föregångare till ekoteologin.